# Le Voyageur inconnu
Pour plus de détails, voir Fiche technique et Distribution.
Le Voyageur inconnu (titre de travail : Drame villageois) est un film muet français réalisé par Georges Monca, sorti en 1911.

## Fiche technique
- Titre : Le Voyageur inconnu
- Titre de travail : Drame villageois
- Réalisation : Georges Monca
- Scénario : Maurice Dênecheau
- Photographie :
- Montage :
- Société de production : Société cinématographique des auteurs et gens de lettres (S.C.A.G.L)
- Société de distribution : Pathé Frères
- Pays d'origine :  France
- Langue : film muet avec les intertitres en français
- Métrage : 220 mètres
- Format : Noir et blanc — 35 mm — 1,33:1 — Muet
- Genre :  Film dramatique
- Durée : 7 minutes 20
- Dates de sortie : 
  -  France : 1er février 1911

## Distribution
- Georges Grand : Engrave
- Edmond Duquesne : le père
- Gina Barbieri : la mère
- Alice Nory : la fiancée